# La Beauté du geste (film, 2022)
Pour les articles homonymes, voir La Beauté du geste.
Pour plus de détails, voir Fiche technique et Distribution.
La Beauté du geste (ケイコ目を澄ませて, Keiko, me wo sumasete, littéralement « Keiko, ouvre les yeux ») est un film franco-japonais réalisé par Shō Miyake, sorti en 2022. Il est inspiré de la vie de la boxeuse japonaise Keiko Ogasawara (ja).

## Fiche technique
Sauf indication contraire, les informations mentionnées dans cette section peuvent être confirmées par la base de données cinématographiques Allociné,  présente dans la section « Liens externes ».
- Titre original : ケイコ目を澄ませて (Keiko, me wo sumasete?)
- Titre français : La Beauté du geste
- Réalisation : Shō Miyake (ja)
- Scénario : Shō Miyake et Masaaki Sakai (ja), d'après l'autobiographie de Keiko Ogasawara (ja)
- Décors : Daichi Watanabe
- Costumes : Nami Shinozuka
- Photographie : Yūta Tsukinaga (ja)
- Montage : Keiko Okawa
- Sociétés de production : Nagoya Broadcasting Network, Happinet Corporation et Comme des cinémas
- Sociétés de distribution : Happinet Phantom Studio (Japon), Art House Films (France)
- Pays de production :  Japon,  France
- Langue originale : japonais
- Format : couleur — 16 mm[1] — 1,66:1 — son Dolby Digital
- Genre : drame, sport
- Durée : 99 minutes
- Dates de sortie :
  - Allemagne : 12 février 2022 (Berlinale)
  - Belgique : 18 octobre 2022 (Festival du film de Gand)
  - Japon : 30 octobre 2022 (Festival international du film de Tokyo) ; 16 décembre 2022 (sortie nationale)
  - France : 2 juin 2023 (Les Saisons Hanabi)[2] ; 30 août 2023 (sortie nationale)

## Distribution
- Yukino Kishii : Keiko
- Masaki Miura (ja) : Kobayashi
- Shinichirō Matsuura : Matsumoto
- Himi Satō : Seiji Ogawa, le frère de Keiko
- Hiroko Nakajima (ja) : Kiyomi Ogawa, la mère de Keiko

## Sélections
- Berlinale 2022 : section Encounters[3]
- New Directors/New Films 2022
- Festival international du cinéma indépendant de Buenos Aires 2022
- Festival international du film de Karlovy Vary 2022 : section People Next Door[4]
- Festival du film de Londres 2022
- Festival du nouveau cinéma de Montréal 2022
- Festival international du film de Busan 2022
- Festival du film de Gand 2022
- Festival international du film de Vienne 2022
- Festival international du film de Tokyo 2022
- Festival international du film de Göteborg 2023